# Herpsilochmus stictocephalus
El tiluchí de Todd (Herpsilochmus stictocephalus), también conocido como tiluchí cabeza pintada o tiluchí de las tierras bajas, es una especie de ave paseriforme de la familia Thamnophilidae perteneciente al numeroso género Herpsilochmus. Es nativo del escudo guayanés del noreste de Sudamérica.

## Distribución y hábitat
Se distribuye desde el este de Venezuela (este de Bolívar al oriente del río Caroní), Guyana, Surinam, Guayana francesa y extremo noreste de la Amazonia en Brasil (al norte del río Amazonas, en Roraima, norte de Pará y Amapá).
Esta especie es poco común en su hábitat natural, el dosel y los bordes de selvas húmedas tropicales de las tierras bajas, hasta los 300 m de altitud, en terra firme, donde prefiere las áreas localizadas sobre los suelos más ricos, donde busca sus presas entre el dosel y el subdosel.

## Descripción
Mide entre 11,4 y 12 cm de longitud. Pesa en promedio 9,6 g. Presenta corona totalmente negra en el macho, con punticos blancos en la hembra y en ambos géneros con discretas rayas blancas en la frente; línea blanca postocular larga y líneas superciliares negras; dorso gris con una mancha blanca, generalmente oculta; vientre blancuzco a grisáceo. Alas negras con barras blancas; cola negra con las puntas blancas y plumas interiores con pintas blancas.

## Sistemática

### Descripción original
La especie H. stictocephalus fue descrita por primera vez por el ornitólogo estadounidense Walter Edmond Clyde Todd en 1927 bajo el mismo nombre científico; localidad tipo «Saut Tamanoir, Guayana francesa».

### Etimología
El nombre genérico masculino «Herpsilochmus» proviene del griego «herpō»: reptar, arrastrarse y «lokhmē»: matorral, chaparral; significando «que se arrastra por el matorral»; y el nombre de la especie «stictocephalus», del griego «stiktos»: punteado y «kephalos»: de cabeza, signficando «de cabeza punteada».

### Taxonomía
Parece ser que la presente especie es pariente cercana a Herpsilochmus gentryi con base en similitudes morfológicas y vocales. Las similitudes de vocalización sugieren que ambos forman parte de un clado, llamado «grupo de los hormigueritos de corona negra», centrado en Herpsilochmus pileatus y que incluye a H. atricapillus, H.motacilloides, H. parkeri y a los recientemente descritos H. stotzi y H. praedictus. Es monotípica.